# Nazeni Hovhannisyan
Pour les articles homonymes, voir Hovhannisyan.
Nazeni Hovhannisyan (en arménien : Նազենի Հովհաննիսյան, née le 18 juillet 1982) est une actrice arménienne, présentatrice de télévision et professeur à l'Institut d'État d'Erevan de théâtre et de cinéma.

## Filmographie
Nazeni Hovhannisyan est apparue dans les films suivants :
- Nothing will stay (2007)[1] ;
- The Three Friends (2008)[2] ;
- Taxi Eli Lav A (2009)[3] ;
- The Killed Pigeon (2009–2010)[4],[5] ;
- The Diary of the Cross Stealer (2010–2011)[6],[7] ;
- Ala Bala Nica (2011)[8],[9] ;
- Garegin Nzhdeh (2013)[10],[11].